# 리드비터주머니쥐
리드버터주머니쥐(Leadbeater's possum, 학명: Gymnobelideus leadbeateri)은 주머니하늘다람쥐과에 속하는 유대류의 일종으로 멸종위급종이다. 주로 오스트레일리아 빅토리아주 중부 고지, 멜버른 북동부의 유칼립투스(E. delegatensis, E. regnans, E. pauciflora) 숲의 작은 골짜기에서 제한적으로 서식한다. 환경 변화로 한정된 지역에만 살아 남은 원시 잔존 동물로 활강을 못하는 주머니하늘다람쥐류이다. 리드비터주머니쥐속(Gymnobelideus)의 유일종으로 조상의 원시적인 형태를 보여주고 있다.